# Marie-Christine Orry
 (mars 2022).
Pour les articles homonymes, voir Orry.
Marie-Christine Orry est une comédienne française née le 22 mai 1959 à Paris.

## Biographie
Elle commence la peinture et l'art plastique à l'École nationale supérieure des beaux-arts de Paris. Puis a suivi les cours de l'école d'Antoine Vitez au théâtre national de Chaillot et est ensuite entrée à l'école du TNS (théâtre national de Strasbourg).
Après ses études aux Beaux-Arts, son attirance pour le théâtre et la découverte d’Antoine Vitez l'orienteront alors vers l’école du théâtre national de Chaillot, où elle rencontre l'univers de Jérôme Deschamps et celui de Georges Aperghis avec lesquels elle travaillera par la suite (La Veillée et L'Affaire de la rue de Lourcine pour le premier et Énumérations pour le second). Vitez-Aperghis-Deschamps/Makeïeff, trois directions différentes qui formeront en quelque sorte les bases de son trajet de comédienne et de metteure en scène qui la mèneront sans préjugés à travers des univers très variés. De Michel Raskine à Stéphane Braunschweig (avec qui elle travaille trois saisons au théâtre national de Strasbourg), de Georges Aperghis à la mise en scène de spectacles musicaux autour de la chanson française ou de l'opérette. Son trajet de comédienne traversera les textes de Tchekhov, Molière, Edward Bond ou Jean-Claude Grumberg (avec L'Atelier  au théâtre Hébertot pour lequel elle obtient le Molière de la révélation théâtrale féminine en 1999 dans le rôle Mimi) ou Dario Fo, Victor Slavkine, Ivan Vyrypaïev avec Galin Stoev. Ses choix sont souvent guidés par le goût d’un théâtre fait de plaisir, de spontanéité, d’authenticité, d’image et d’émotion.
Elle tourne au cinéma avec plusieurs réalisateurs, dont Xavier Giannoli, Christophe Honoré et Jean-Paul Rappeneau.

## Théâtre
- 1984 : La Veillée de Jérôme Deschamps, mise en scène de l‘auteur, Festival d’Avignon
- 1985 : La Veillée de Jérôme Deschamps, mise en scène de l‘auteur, TNP Villeurbanne, Théâtre Nanterre-Amandiers
- 1985 : Marguerite Paradis ou l’Histoire de tout le monde, d'Anne Artigau et Michèle Guigon, mise en scène des auteurs, Festival d’Avignon, MC93 Bobigny
- 1988 : Énumérations de Georges Aperghis, mise en scène de l‘auteur, Théâtre national de Strasbourg
- 1991 : L'Impromptu de Versailles de Molière, mise en scène Gilbert Rouvière, Théâtre des Franciscains (Béziers) - Madeleine Béjart
- 1991 : Les Précieuses ridicules de Molière, mise en scène Gilbert Rouvière, Théâtre des Franciscains (Béziers)  - Magdelon
- 1991 : Huis clos de Jean-Paul Sartre, mise en scène Michel Raskine, Théâtre de la Salamandre (Lille) - Estelle
- 1992 : Huis clos de Jean-Paul Sartre, mise en scène Michel Raskine, Théâtre Daniel Sorano (Toulouse), Théâtre des Treize Vents, Nouveau théâtre d’Angers - Estelle
- 1993 : L'Épidémie et Un rat qui passe d'Agota Kristof, mise en scène Michel Raskine, Théâtre Paris-Villette - la sauvée et Mme Aryas
- 1994 : La Fille bien gardée d'Eugène Labiche et Marc-Michel, mise en scène Michel Raskine, Théâtre de l'Athénée-Louis-Jouvet, Théâtre des Treize Vents, tournée - Marie
- 1994 : Huis clos de Jean-Paul Sartre, mise en scène Michel Raskine, Théâtre de l'Athénée-Louis-Jouvet - Estelle
- 1995 : La Fille bien gardée d'Eugène Labiche et Marc-Michel, mise en scène Michel Raskine, Théâtre du Point du Jour (Lyon) - Marie
- 1995 : Huis clos de Jean-Paul Sartre, mise en scène Michel Raskine, Théâtre du Point du jour (Lyon)- Estelle
- 1995 : Fermé pour cause de son et lumière de Christian Drillaud, Théâtre-scène nationale de Poitiers
- 1998 : L'Atelier de Jean-Claude Grumberg, mise en scène Gildas Bourdet, La Criée, Théâtre Hébertot - Mimi
- 2001 : L’Exaltation du labyrinthe d'Olivier Py, mise en scène Stéphane Braunschweig, Théâtre national de Strasbourg
- 2001 : Maison d’arrêt d'Edward Bond, mise en scène Ludovic Lagarde, Théâtre national de Strasbourg - Vera
- 2002 : La Mouette d'Anton Tchekhov, mise en scène Stéphane Braunschweig, Théâtre national de la Colline - Irina Nikolaïevna Arkadina
- 2002 : L'Exaltation du labyrinthe d'Olivier Py, mise en scène Stéphane Braunschweig, Théâtre national de la Colline, Théâtre national de Strasbourg - Alice
- 2002 : Le Festin de pierre d’après Dom Juan de Molière, mise en scène et scénographie Giorgio Barberio Corsetti, Théâtre national de Strasbourg - Charlotte (repris en 2003 au Théâtre de Gennevilliers )
- 2005 : Faut pas payer ! de Dario Fo, mise en scène Jacques Nichet, Théâtre national de Toulouse, La Criée, Théâtre Nanterre-Amandiers, Théâtre du Nord, Théâtre national de Bordeaux en Aquitaine
- 2006 : L'Affaire de la rue de Lourcine d'Eugène Labiche, mise en scène Jérôme Deschamps et Macha Makeieff, tournée - Norine
- 2007 : L'Affaire de la rue de Lourcine d'Eugène Labiche, mise en scène Jérôme Deschamps et Macha Makeieff, Odéon-Théâtre de l'Europe, tournée - Norine
- 2007 : Faut pas payer ! de Dario Fo, mise en scène Jacques Nichet, Théâtre Nanterre-Amandiers, Comédie de Reims, Théâtre national de Toulouse, tournée
- 2009 : Moscou, quartier des cerises de Dimitri Chostakovitch, mise en scène Jérôme Deschamps et Macha Makeieff, Opéra national de Lyon
- 2009 : Le Cerceau de Viktor Slavkine, mise en scène Laurent Gutmann, Centre dramatique national de Thionville-Lorraine, Studio-Théâtre de Vitry, Grand Théâtre de Luxembourg
- 2010 : Le Cerceau de Viktor Slavkine, mise en scène Laurent Gutmann, tournée
- 2011 : Le Cerceau de Viktor Slavkine, mise en scène Laurent Gutmann, Théâtre de la Tempête
- 2011 : Danse Delhi d’Ivan Vyrypaïev, mise en scène Galin Stoev, Théâtre national de la Colline, theatre de La Place (Liège)
- 2014 : Liliom de Ferenc Molnár, mise en scène Galin Stoev, Théâtre national de la Colline
- 2014 : Noël revient tous les ans de Marie Nimier, mise en scène Karelle Prugnaud, Théâtre du Rond-Point
- 2019 : Ervart ou les derniers jours de Frédéric Nietzsche de Hervé Blutsch, mise en scène Laurent Fréchuret, théâtre du Rond-Point
- 2019 : Un conte de noël d'Arnaud Desplechin, mise en scène Julie Deliquet, théâtre de l'Odéon
- 2020 : Le Procès de Franz Kafka, mise en scène David Géry, Espace des Arts (Chalon-sur-Saône)
- 2021 : J'habite ici de Jean-Michel Ribes, mise en scène Jean-Michel Ribes, Théâtre du Rond-Point
- 2021 : Brèves de comptoir, tournée générale ! de Jean-Marie Gourio, mise en scène Jean-Michel Ribes, théâtre de l'Atelier

## Filmographie

### Cinéma
- 1986 : Le bonheur a encore frappé de Jean-Luc Trotignon - Ingrid Bermouthe
- 1987 : Sale Destin de Sylvain Madigan
- 1987 : Un homme amoureux de Diane Kurys - une actrice
- 1992 : Le Roman d'un truqueur de Paul Dopff - Maryse
- 1998 : En plein cœur de Pierre Jolivet - la concierge du Trocadéro
- 2003 : Bon Voyage de Jean-Paul Rappeneau - la vendeuse
- 2004 : L'Empreinte de David Mathieu-Mahias (court-métrage) - la postière
- 2005 : Caché de Michael Haneke - la gouvernante
- 2010 : Aglaée de Rudi Rosenberg (court-métrage) - la mère
- 2010 : Une petite zone de turbulences d'Alfred Lot - Tante Lucie
- 2011 : Contre toi de Lola Doillon - la concierge
- 2012 : Superstar de Xavier Giannoli - la femme du centre commercial
- 2014 : Brèves de comptoir de Jean-Michel Ribes - Employée Monofixe
- 2014 : L'Enquête de Vincent Garenq - la greffière
- 2015 : Belles Familles de Jean-Paul Rappeneau - Secrétaire de mairie
- 2016 : Les Malheurs de Sophie de Christophe Honoré - Elisa
- 2016 : Carole Matthieu de Louis-Julien Petit  - Sarah
- 2018 : Ami-ami de Victor Saint Macary - Morland
- 2018 : Normandie nue de Philippe le Guay - Lenny
- 2018 : Nos batailles de Guillaume Senez - Le médecin d'Elliot
- 2018 : Les Chatouilles de Andréa Bescond et Éric Métayer - Mme Kicheff
- 2018 : Les Invisibles de Louis-Julien Petit - Catherine Paraire
- 2019 : Le Mystère Henri Pick de Rémi Bezançon - Magali Roze
- 2019 : Au nom de la terre d'Édouard Bergeon - Martine
- 2020 : Villa Caprice de Bernard Stora - Présidente tribunal
- 2021 : Kaamelott : Premier Volet d'Alexandre Astier - Fraganan
- 2022 : Incroyable mais vrai de Quentin Dupieux - Madame Lanvin
- 2022 : Le Sixième enfant de Léopold Legrand - La mère de Meriem
- 2023 : L'Homme d'argile d'Anaïs Tellenne - Samia
- 2023 : Les Rois de la piste de Thierry Klifa - Madame Kominsky
- 2025 : La Venue de l'avenir de Cédric Klapisch - La généalogiste
- 2025 : Kaamelott : Deuxième volet partie 1 d’Alexandre Astier - Fraganan

### Télévision
- 1985 : D'amour et d’eau chaude de Jean-Luc Trotignon - Denise
- 1995 : Anne Le Guen, épisodes Madame la conseillère et Urgences de Stéphane Kurc - une flic
- 1999 : Dossiers : Disparus, épisode Richard et Ben de Paolo Barzman - Vera Accabas
- 1999 : L'Atelier de Jean-Claude Grumberg, mise en scène Gildas Bourdet, réalisation Alexandre Tarta - Mimi
- 2000 : Toute la ville en parle de Marc Rivière - Solène
- 2000 : Victoire, ou la Douleur des femmes de Nadine Trintignant - la gardienne
- 2002 : Navarro, épisode Promotion macabre de Gérard Marx - Jocelyne Vernoux
- 2002 : L'Enfant éternel de Patrick Poubel - Vanina
- 2003 : PJ, épisode Forcenée de Gérard Vergez - Marie-Jo
- 2003 : Diane, femme flic, épisode La Dette de Marc Angelo - la mère de Jordan
- 2004 : Nos vies rêvées de Fabrice Cazeneuve - Marthe Donnadieu
- 2005 : PJ, épisode Parents de Christophe Barbier - Monique Tarot
- 2007 : Reporters (un épisode) de Suzanne Fenn et Ivan Strasburg - la mère de Johnny
- 2007 : Chez Maupassant : Deux Amis de Gérard Jourd'hui - Mère Toufflard
- 2009 : Équipe médicale d'urgence, épisode Pleine lune d‘Étienne Dhaene - Madame Chataigne
- 2009 : La Tueuse de Rodolphe Tissot - la directrice
- 2010 : Commissaire Magellan, épisode Théâtre de sang de Claire de La Rochefoucauld - Monique
- 2010 : Avocats et Associés, épisode À la vie à la mort d’Alexandre Pidoux - Michèle Granier
- 2014 : Vogue la vie de Claire de la Rochefoucauld - Maryline
- 2014 : Les tourtereaux divorcent de Vincenzo Marano - Chantal
- 2017 : Le Secret de l'abbaye d'Alfred Lot - Lanchon
- 2018 : Victor Hugo, ennemi d’État de Jean-Marc Moutout - Suzanne
- 2019 : Sam - Madame Maury
- 2022 : Juliette dans son bain de Jean-Paul Lilienfeld - Edmonde

### Doublage
- 2006 : U de Serge Elissalde et Grégoire Solotareff - Goomi

## Distinctions
- 1999 : Molière de la révélation théâtrale pour L'Atelier